# Fengshan
Fengshan (cinese tradizionale: 鳳山市; hanyu pinyin: Fèngshān Shì; tongyong pinyin: Fòngshan Shìh; pe̍h-ōe-jī: Hōng-soaⁿ-chhī) è una città di Taiwan, situata nella meridionale Contea di Kaohsiung. Immediatamente ad est della città di Kaohsiung, Fengshan è la capitale di contea ed ospita la sede dell'Accademia Militare della Repubblica di Cina.

## Storia
Durante l'era del colonialismo olandese a Taiwan, l'attuale area di Fengshan era conosciuta con il nome di Pongsoya. Pongsoya era un gruppo di otto villaggi del popolo Makatao, oltre che una delle zone più popolose dell'isola. Durante l'epoca della dinastia Qing, la Contea di Fengshan (鳳山縣) comprendeva tutta la zona a sud di Tainan (allora chiamata Città di Prefettura) e ad ovest delle montagne. Nel 1875, la parte meridionale della Contea fu divisa dalla parte principale, e nominata Contea di Hengchun (恆春縣). Nel XX secolo, il governo coloniale giapponese iniziò a costruire e sviluppare il porto di Kaohsiung, tanto che a lungo andare la sua importanza superò quella della zona cittadina di Fengshan. Detto ciò, sebbene Fengshan sia ancora amministrativamente la capitale della contea, è diventata di fatto una città satellite di Kaohsiung.
Tre unità militari sono di stanza a Fengshan. Nel 1950 vi furono reistituite l'Accademia Militare Cinese e la Scuola Militare di Fanteria della Repubblica di Cina, emigrate dalla Cina continentale insieme al Kuomintang. Nel 1976, poi, fu fondata la Scuola Preparatoria alle Forze Armate Chung Cheng. Inizialmente le tre accademie militari erano la più importante fonte di sussistenza economica della città, tuttavia la loro prominenza diminuì gradualmente a causa dello sviluppo dei trasporti, che rese Fengshan un importante punto di snodo tra le città di Pingtung e Kaohsiung.
Sebbene ci siano diverse zone industriali ai margini e nelle periferie della città, Fengshan è più che altro un'area residenziale. Quando negli anni della dominazione giapponese ci fu il cambio di importanza economica da Fengshan a Kaohsiung, infatti, fu costruito un altissimo numero di appartamenti in prossimità della nuova zona del boom economico.
Come la maggior parte delle città dell'isola, inoltre, un importante fattore economico a Fengshan è costituito dai tipici mercati notturni, che rimangono aperti solitamente fino alle 2:00 di mattina. Mentre alcuni mercati si tengono solo durante alcuni giorni della settimana, altri lavorano invece per tutto l'anno. Oltretutto, alcuni di essi sono temporanei, mentre altri sono edifici permanenti.

## Agglomerato urbano
La città è parte dell'agglomerato urbano di Kaohsiung, che comprende 10 delle 18 municipalità che circondano l'area metropolitana cittadina.

## Geografia fisica

### Clima
Fengshan si trova nella zona torrida, e sperimenta pertanto durante tutto l'anno un clima tropicale. La temperatura media è di 23° Celsius, mentre le precipitazioni medie annue si aggirano tra i 1.500 ed i 2.000 millimetri.

## Comunicazioni

### Strade
- Autostrada nazionale No. 1
- Autostrada provinciale No. 1
- Autostrada provinciale No. 1 - Shu
- Autostrada provinciale No. 25
- Autostrada provinciale No. 88

### Ferrovie
- Kaohsiung Mass Rapid Transit, Linea Arancio (metropolitana)
- Taiwan Railway Administration, Linea Pingtung

### Cavi di comunicazione sottomarina
Fengshan è uno dei due unici punti di approdo sottomarini dell'isola di Taiwan, insieme a Toucheng nella contea di Yilan. A Fengshan si connettono quattro cavi di comunicazione sottomarina, tra i quali C2C e SEA-ME-WE 3.